# 藁園神社
藁園神社（わらそのじんじゃ）は、滋賀県高島市新旭町に鎮座する神社である。

## 祭神
- 素盞嗚命

## 神紋
- 左三ッ巴

## 歴史
社伝によれば、応永4年（1397年）に代官の霊夢により藁園村民が協議して建立したという。永正17年（1520年）に兵火に曝され焼失したと伝わる。かつては杉本神社と称していたが、明治5年（1872年）に元社号に改められた。明治9年（1876年）に村社に列した。

## 祭典
- 例祭　　5月3日
- 鯰祭

## 境外社
- 鎌足神社 - 祭神は藤原鎌足。本社神輿渡御の御旅所となっている。古老の話として一説に、河童の異称である「かわたろう」が訛り「かまたり」になったともいう。